# موریس اندور
موریس اندور (انگلیسی: Maurice Ndour؛ زادهٔ ۱۸ ژوئن ۱۹۹۲) یک بازیکن بسکتبال اهل سنگال است.
از باشگاه‌هایی که در آن بازی کرده‌است می‌توان به باشگاه بسکتبال رئال مادرید و نیویورک نیکس اشاره کرد.